# Аделхайд фон Ринек
Вижте пояснителната страница за други личности с името Аделхайд.
Аделхайд фон Ринек (на немски: Adelheid von Rieneck; * ок. 1265; † 1299/или сл. 1320, погребана в Лихтентал) е графиня от Графство Ринек и чрез женитба маркграфиня на Маркграфство Баден.

## Произход
Тя е малката дъщеря на граф Герхард IV фон Ринек († 1295) и съпругата му Аделхайд фон Хоенлое-Браунек († сл. 1326), дъщеря на Хайнрих I фон Хоенлое-Браунек-Нойхауз († 1267).

## Фамилия
Аделхайд фон Ринек се омъжва сл. 1295 г. за маркграф Хесо фон Баден († 13 септември 1297), третия син на маркграф Рудолф I фон Баден († 19 ноември 1288) и Кунигунда фон Еберщайн († 12 април 1284/1290).Тя е третата му съпруга. Те имат син:
- Рудолф Хесо († 13 август 1335), маркграф на Баден, женен на 23 февруари 1326 г. за Жана (Йохана) Бургундска († 1349)